# Білопільська міська рада
Білопі́льська міська́ ра́да — орган місцевого самоврядування в Білопільському районі Сумської області. Адміністративний центр — місто Білопілля.

## Загальні відомості
- Населення ради: 18 417 осіб (станом на 2001 рік)

## Населені пункти
Міській раді підпорядковані населені пункти:
- м. Білопілля
- с. Коваленки
- с-ще Перемога
- с. Сохани

## Колишні населені пункти
- зняте з обліку 1994 року с. Галицьке

## Склад ради
Рада складається з 30 депутатів та голови.
- Голова ради: Зарко Юрій Васильович

### Керівний склад попередніх скликань
| Прізвище, ім'я, по батькові        | Основні відомості                                                                        | Дата обрання | Дата звільнення |
| ---------------------------------- | ---------------------------------------------------------------------------------------- | ------------ | --------------- |
| Костюченко Володимир Олександрович | Міський голова, 1953 року народження, безпартійний                                       | 26.03.2006   | 31.10.2010      |
| Зарко Юрій Васильович              | Міський голова, 1965 року народження, освіта вища, член політичної партії «Наша Україна» | 31.10.2010   |                 |

Примітка: таблиця складена за даними сайту Верховної Ради України

### Депутати
За результатами місцевих виборів 2010 року депутатами ради стали:

#### За суб'єктами висування
| Суб'єкт висування                                       | Кількість обраних депутатів | %    |
| ------------------------------------------------------- | --------------------------- | ---- |
| Партія регіонів                                         | 10                          | 33,3 |
| Політична партія Всеукраїнське об'єднання «Батьківщина» | 8                           | 26,7 |
| Народна партія                                          | 3                           | 10   |
| Комуністична партія України                             | 2                           | 6,7  |
| Політична партія «Наша Україна»                         | 2                           | 6,7  |
| Політична партія «Фронт Змін»                           | 2                           | 6,7  |
| Партія «Відродження»                                    | 1                           | 3,3  |
| Партія промисловців і підприємців України               | 1                           | 3,3  |
| Соціалістична партія України                            | 1                           | 3,3  |

#### За округами
| № округу                                                | Прізвище, ім'я, по батькові     | Дата визнання обраним | Освіта             | Партійна приналежність                         | Відомості про обраного депутата                                          |
| ------------------------------------------------------- | ------------------------------- | --------------------- | ------------------ | ---------------------------------------------- | ------------------------------------------------------------------------ |
| Комуністична партія України                             |                                 |                       |                    |                                                |                                                                          |
| б/м                                                     | Орлова Рімма Миколаївна         | 02.11.2010            | вища               | член Комуністичної партії України              | Білопільська загальноосвітня школа I-III ст. № 3, педагог-організатор    |
| б/м                                                     | Бондаренко Сергій Іванович      | 02.11.2010            | середня            | член Комуністичної партії України              | КП Водоканал Білопілля, завідувач відділом                               |
| Народна Партія                                          |                                 |                       |                    |                                                |                                                                          |
| 1                                                       | Московченко Віталій Васильович  | 02.11.2010            | вища               | член Народної партії                           | Білопільський ліцей залізничного транспорту, майстервиробничого навчання |
| 2                                                       | Богатиренко Леонід Михайлович   | 02.11.2010            | вища               | член Народної партії                           | тимчасово не працює                                                      |
| 5                                                       | Костюченко Ірина Анатоліївна    | 15.11.2010            | вища               | член Народної партії                           | приватний підприємець                                                    |
| Партія «ВІДРОДЖЕННЯ»                                    |                                 |                       |                    |                                                |                                                                          |
| 3                                                       | Андрухова Людмила Юріївна       | 02.11.2010            | вища               | член Партії «ВІДРОДЖЕННЯ»                      | дитсадок «Дзвіночок», завідувачка                                        |
| Партія промисловців і підприємців України               |                                 |                       |                    |                                                |                                                                          |
| 13                                                      | Радченко Сергій Васильович      | 02.11.2010            | вища               | член Партії промисловців і підприємців України | КП Білопільський водоканал, директор                                     |
| Партія регіонів                                         |                                 |                       |                    |                                                |                                                                          |
| б/м                                                     | Гусениця Микола Миколайович     | 02.11.2010            | вища               | член Партії регіонів                           | ПП «Комунальник», директор                                               |
| б/м                                                     | Захарченко Василь Вікторович    | 02.11.2010            | середня спеціальна | позапартійний                                  | Білопільський ринок, директор                                            |
| б/м                                                     | Опанасенко Олександр Юрійович   | 02.11.2010            | вища               | позапартійний                                  | тимчасово не працює                                                      |
| б/м                                                     | Стрельченко Андрій Миколайович  | 02.11.2010            | вища               | позапартійний                                  | КП «ВКБ», начальник                                                      |
| б/м                                                     | Гусениця Лілія Іванівна         | 16.11.2010            | вища               | член Партії регіонів                           | приватний підприємець                                                    |
| 4                                                       | Филоненко Раїса Петрівна        | 02.11.2010            | вища               | позапартійна                                   | пенсіонер                                                                |
| 6                                                       | Хитрий Володимир Іванович       | 02.11.2010            | вища               | член Партії регіонів                           | КЗ Білопільська ЦРЛ, лікар-дерматолог                                    |
| 8                                                       | Оксененко Галина Кузьмівна      | 02.11.2010            | вища               | позапартійна                                   | Білопільська загальноосвітня школа I-III ст. № 1, директор               |
| 11                                                      | Макаренко Сергій Сергійович     | 02.11.2010            | вища               | член Партії регіонів                           | приватний підприємець                                                    |
| 12                                                      | Цимбал Надія Василівна          | 02.11.2010            | вища               | позапартійна                                   | приватний підприємець                                                    |
| Політична партія Всеукраїнське об'єднання «Батьківщина» |                                 |                       |                    |                                                |                                                                          |
| б/м                                                     | Міллер Олексій Олександрович    | 02.11.2010            | вища               | член Всеукраїнського об'єднання «Батьківщина»  | Білопільський дитячий будинок-інтернат, інженер з ремонту обладнання     |
| б/м                                                     | Рибалка Тетяна Валентинівна     | 02.11.2010            | вища               | член Всеукраїнського об'єднання «Батьківщина»  | Білопільська загальноосвітня школа № 3, вчитель                          |
| б/м                                                     | Чухліб Сергій Іванович          | 02.11.2010            | вища               | член Всеукраїнського об'єднання «Батьківщина»  | КЗ Білопільська ЦРЛ, лікар                                               |
| б/м                                                     | Нурієв Віталій Анатолійович     | 02.11.2010            | середня спеціальна | член Всеукраїнського об'єднання «Батьківщина»  | Білопільський цех СУЄГГ ПАТ «Сумигаз», автомеханік                       |
| 7                                                       | Терещенко Сергій Васильович     | 31.07.2011            | вища               | член Всеукраїнського об'єднання «Батьківщина»  | Філія КУ «УРЛАП», головний інженер проекту                               |
| 9                                                       | Заріцька Наталія Миколаївна     | 02.11.2010            | вища               | член Всеукраїнського об'єднання «Батьківщина»  | Білопільська загальноосвітня школа I-III ст. № 3, директор               |
| 10                                                      | Міллєр Роман Олександрович      | 02.11.2010            | вища               | член Всеукраїнського об'єднання «Батьківщина»  | Білопільська ДЮСШ, тренер                                                |
| 14                                                      | Моргун Надія Михайлівна         | 02.11.2010            | середня спеціальна | член Всеукраїнського об'єднання «Батьківщина»  | Білопільська районна бібліотека, бібліоте-кар                            |
| Політична партія «Наша Україна»                         |                                 |                       |                    |                                                |                                                                          |
| б/м                                                     | Дуднік Роман Віталійович        | 02.11.2010            | вища               | член Політичної партії «Наша Україна»          | тимчасово не працює                                                      |
| б/м                                                     | Краснощок Василь Григорович     | 02.11.2010            | середня            | член Політичної партії «Наша Україна»          | тимчасово не працює                                                      |
| Політична партія «Фронт Змін»                           |                                 |                       |                    |                                                |                                                                          |
| б/м                                                     | Назаревський Володимир Іванович | 02.11.2010            | середня            | член Політичної партії «Фронт Змін»            | Білопільська загальноосвітня школа I-III ст. № 3, завгосп                |
| б/м                                                     | Дегтярьов Олексій Іванович      | 02.11.2010            | вища               | член Політичної партії «Фронт Змін»            | Білопільська загальноосвітня школа I-III ст. № 3, робітник               |
| Соціалістична партія України                            |                                 |                       |                    |                                                |                                                                          |
| 15                                                      | Зубко Надія Іванівна            | 02.11.2010            | вища               | позапартійна                                   | Білопільська міська рада, секретар                                       |